# Борисовка (Приморски район)
Вижте пояснителната страница за други значения на Борисовка.
Борисовка (на украински: Борисівка, на руски: Борисовка) е село в Украйна, разположено в Приморски район, Запорожка област. През 2001 година населението му е 1153 души.